# Štvrtok
Štvrtok és un poble i municipi d'Eslovàquia que es troba a la regió de Trenčín. La primera menció escrita de la vila es remunta al 1477.

## Demografia
| Godina             | 1994 | 2004   | 2014   | 2024    |
| ------------------ | ---- | ------ | ------ | ------- |
| Nombre de persones | 340  | 368    | 351    | 478     |
| Diferència         |      | +8,23% | −4,61% | +36,18% |

| Godina             | 2023 | 2024   |
| ------------------ | ---- | ------ |
| Nombre de persones | 483  | 478    |
| Diferència         |      | −1,03% |